# Juan Fernández Martín
Juan Fernández Martín (* 5. Januar 1957 in Alhama de Granada, Spanien) ist ein ehemaliger spanischer Radsportler.

## Sportliche Laufbahn
Martín wuchs in Andalusien auf. Mit elf Jahren zog er mit seiner Familie nach Vitoria ins Baskenland. Dort begann er mit dem Radsport beim Sportverein Sociedad Ciclista Vitoriana. Als Juniorensportler fuhr er bis 1978 für den Sportklub Finanzauto y Servicios.
1979 erhielt Martín bei dem belgischen Radsportteam KAS-Campagnolo seinen ersten Profivertrag und begann seine Berufsfahrerlaufbahn mit einem Sieg beim Eintagesrennen Gran Premio Navarra. 1980 gewann er die spanische Straßenmeisterschaft und wurde Dritter der Weltmeisterschaft der Straßenfahrer. 
Bei den Weltmeisterschaften konnte sich Martín zwischen 1980 und 1988 mit Ausnahme von 1983 jedes Mal platzieren. Den dritten Platz als bestes Ergebnis konnte er 1987 und 1988 wiederholen.
Auch bei den großen Etappenrennen Vuelta a España, Giro d’Italia und Tour de France nahm Martin mehrfach teil. Seine besten Platzierungen waren bei der Vuelta 1980 der 16., beim Giro 1980 der 24. und bei der Tour de France 1981 der 50. Platz. Bei der Spanienrundfahrt, bei der er sich sechs Mal platzieren konnte, gewann er vier Etappen. 1981 siegte er im Memorial Manuel Galera. 
Nach seinem Engagement beim belgischen Radsportteam startete Martín ab 1980 bei spanischen Teams. Die längste Zeit verbrachte er zwischen 1983 und 1986 bei Zor-Gemeaz-Cusin. Seine Karriere beendete er bei Zahor Chocolates, wo er in den Jahren 1987 und 1988 unter Vertrag stand. Seinen letzten großen Sieg feierte Martín 1988 mit dem zweiten Gewinn der spanischen Straßenmeisterschaft. 
Nachdem Martín seine Laufbahn als Radsportler beendet hatte, übernahm er 1988 den Posten als Sportdirektor beim spanischen Radsportteam CLAS-Cajastur. Unter seiner Leitung wurden Tony Rominger, Fernando Escartín und Ángel Casero zu erfolgreichen Radsportlern.